# 小出英筠
小出 英筠（こいで ふさたけ/ふさもと）は、丹波国園部藩7代藩主。吉親系小出家7代。

## 生涯
6代藩主・小出英常の長男。母は井伊直存の娘。正室は松平頼謙の娘・鑑。継室は分部光実の娘。
安永4年（1775年）、父の死去により2歳で跡を継ぐ。天明7年（1787年）11月、天明の大飢饉が原因で大規模な百姓一揆が起こり、その鎮圧と解決に努めた。藩財政窮乏化のため、タバコの専売制を実施し、さらに藩校・教先館を設立する。財政改革にはあまり効果がなかったが、文化的には発展した。
文政4年（1821年）5月10日、48歳で死去し、跡を次男の英発が継いだ。

## 系譜
- 父：小出英常（1743-1775）
- 母：井伊直存娘
- 正室：鑑 - 松平頼謙娘
- 継室：分部光実娘
- 生母不明の子女
  - 長男：小出祐英
  - 次男：小出英発（1810-1862）
  - 三男：小出祐順
  - 女子：定 - 稲垣長剛正室